# Ostkirchliche Studien
Ostkirchliche Studien ist eine halbjährlich erscheinende theologische Fachzeitschrift. Gegründet wurde diese 1952, erster Herausgeber war Hermenegild M. Biedermann OSA, damals Leiter des Ostkirchlichen Institutes der Julius-Maximilians-Universität Würzburg. Bis heute ist Ostkirchliches Institut (Gesellschaft für Ostkirchenforschung mbH) Herausgeber der Zeitschrift. Die derzeitige Schriftleitung liegt bei Christian Hannick, Professor für Slawistik an der Universität Würzburg, und Rudolf Prokschi, Professor für Patrologie und Ostkirchenkunde an der Universität Wien unter Mitarbeit von Hannelore Tretter. Verlegt werden die Ostkirchlichen Studien im Echter Verlag in Würzburg.
Ihr Themenbereich ist der christliche Osten in Geschichte und Gegenwart. So werden nicht nur Beiträge zur Erforschung des christlichen Osten sowie der Erschließung des Reichtums ostkirchlicher Theologie, Frömmigkeit und Geistigkeit veröffentlicht. Sie veröffentlicht auch Beiträge, die die drängenden Ostkirchenprobleme zum Anlass oder zum Inhalt haben. Sie sieht sich als ein Instrument der Vorbereitung für die notwendige und unaufhaltsame Begegnung zwischen Ost und West auf einem der aus ihrer Sicht wichtigsten Sektoren.